# Phước Ninh, Dương Minh Châu
Phước Ninh là một xã thuộc huyện Dương Minh Châu, tỉnh Tây Ninh, Việt Nam.

## Địa lý
Xã Phước Ninh nằm ở trung tâm huyện Dương Minh Châu, có vị trí địa lý:
- Phía đông giáp xã Phước Minh
- Phía tây giáp xã Phan
- Phía nam giáp xã Cầu Khởi và xã Chà Là
- Phía bắc giáp thị trấn Dương Minh Châu và xã Suối Đá.

Xã Phước Ninh có diện tích 44,61 km², dân số năm 2019 là 9.265 người, mật độ dân số đạt 208 người/km².

## Hành chính
Xã Phước Ninh được chia thành 6 ấp: Bàu Dài, Phước An, Phước Hiệp, Phước Hội, Phước Lễ, Phước Tân.